# 마르키뉴스 (2003년)
마르쿠스 비니시우스 올리베이라 알렝카르(포르투갈어: Marcus Vinicius Oliveira Alencar, 2003년 4월 7일 ~ )는 줄여서 마르키뉴스(포르투갈어: Marquinhos)로 알려진 브라질의 축구 선수이다. 그의 포지션은 윙어 또는 공격수로, 현재 캄페오나투 브라질레이루 세리이 A의 크루제이루에서 활약하고 있다.

## 클럽 경력

### 상파울루
2021년 7월 11일, 마르키뉴스는 1-0으로 이긴 바이아와의 세리이 A 홈 경기에서 78분에 교체로 들어가 상파울루 소속으로 프로 데뷔전을 치렀다.

### 아스널
2022년 6월 13일, 마르키뉴스는 잉글랜드 클럽의 아스널과 장기 계약을 맺었다. 하지만, 같은 프리미어리그의 울버햄프턴 원더러스는 마르키뉴스와 상파울루 FC를 상대로 법적 조치를 취하는 것을 고려하고 있었다. 마르키뉴스는 아스널에 합류하기 전에 그들과 사전 계약을 체결한 것으로 알려졌다.
9월 8일, 마르키뉴스는 2-1로 이긴 취리히와의 UEFA 유로파리그 원정 경기에서 아스널 데뷔전을 치렀고, 이 경기에서 그는 클럽과 유럽대항전 첫 골을 넣었고, 같은 경기에서 도움도 기록했다.

#### 노리치 시티 (임대)
2023년 1월 31일, 마르키뉴스는 EFL 챔피언십 클럽 노리치 시티로 2022-23 시즌 잔여 기간 동안 임대되었다.

## 수상 내역

### 상파울루
- 캄페오나투 파울리스타: 2021[7]